# 瀧澤雅樹
瀧澤 雅樹（たきざわ まさき、1964年 - ）は、日本のオセロ競技者。世界オセロ選手権大会、第9回、第18回世界チャンピオン。新字体で滝沢雅樹と表記されることもある。現在は一応現役プレイヤーでありながら、新潟の大学の教授をしている。

## 略歴
1964年、新潟県生まれ。大東文化大学文学部教育学科卒業。
1981年より本格的にオセロを始める。世界選手権優勝(1985年、1994年)、全日本選手権優勝(1985年、1994年、2009年)、名人戦優勝(1996年)、王座戦優勝(2008年、2010年)など国内外のオセロのメジャー大会を制す。世界選手権では団体優勝にも貢献。2020年現在、世界でわずか7人しかいないオセロ九段保持者の1人であり、国内優勝の年長記録の保持者でもある。

## 人物
実弟は、瀧澤信行（のぶゆき）といい、現在はオセラーとしては引退しているが、地元の私立高校の教師をしている。

## 成績
- 世界選手権無差別級
  - 優勝2回（1985・1994）
- 国内タイトル
  - 全日本選手権優勝3回（1985・1994・2009）
  - 名人戦優勝1回（1996）
  - 王座戦優勝2回（2008・2010）

## 著書
- マンガで覚える 図解 オセロの基本 - 滋慶出版/土屋書店 2011年 ISBN 978-4-8069-1234-7